# Baldwin (Wisconsin)
Baldwin és una població dels Estats Units a l'estat de Wisconsin. Segons el cens del 2000 tenia 2.667 habitants.

## Demografia
Segons el cens del 2000, Baldwin tenia 2.667 habitants, 1.115 habitatges, i 703 famílies. La densitat de població era de 447,7 habitants per km².
Dels 1.115 habitatges en un 31,1% hi vivien nens de menys de 18 anys, en un 52,4% hi vivien parelles casades, en un 7,4% dones solteres, i en un 36,9% no eren unitats familiars. En el 30,1% dels habitatges hi vivien persones soles el 15,7% de les quals corresponia a persones de 65 anys o més que vivien soles. El nombre mitjà de persones vivint en cada habitatge era de 2,33 i el nombre mitjà de persones que vivien en cada família era de 2,92.
Per edats la població es repartia de la següent manera: un 24,1% tenia menys de 18 anys, un 10% entre 18 i 24, un 29% entre 25 i 44, un 18% de 45 a 60 i un 18,9% 65 anys o més.
L'edat mediana era de 35 anys. Per cada 100 dones de 18 o més anys hi havia 89,3 homes.
La renda mediana per habitatge era de 40.313 $ i la renda mediana per família de 51.250 $. Els homes tenien una renda mediana de 37.216 $ mentre que les dones 26.250 $. La renda per capita de la població era de 20.748 $. Aproximadament el 3% de les famílies i el 5,5% de la població estaven per davall del llindar de pobresa.

## Poblacions més properes
El següent diagrama mostra les poblacions més properes.